# Wilkinsburg
Wilkinsburg és una població dels Estats Units a l'estat de Pennsilvània. Segons el cens del 2000 tenia 19.196 habitants.

## Demografia
Segons el cens del 2000, Wilkinsburg tenia 19.196 habitants, 9.138 habitatges, i 4.477 famílies. La densitat de població era de 3.222,4 habitants per km².
Dels 9.138 habitatges en un 22,6% hi vivien nens de menys de 18 anys, en un 24,3% hi vivien parelles casades, en un 20,7% dones solteres, i en un 51% no eren unitats familiars. En el 44,5% dels habitatges hi vivien persones soles el 12,5% de les quals corresponia a persones de 65 anys o més que vivien soles. El nombre mitjà de persones vivint en cada habitatge era de 2,06 i el nombre mitjà de persones que vivien en cada família era de 2,91.
Per edats la població es repartia de la següent manera: un 23,4% tenia menys de 18 anys, un 7,7% entre 18 i 24, un 30% entre 25 i 44, un 23,1% de 45 a 60 i un 15,8% 65 anys o més.
L'edat mediana era de 38 anys. Per cada 100 dones de 18 o més anys hi havia 72 homes.
La renda mediana per habitatge era de 26.621 $ i la renda mediana per família de 33.412 $. Els homes tenien una renda mediana de 26.813 $ mentre que les dones 26.196 $. La renda per capita de la població era de 16.890 $. Entorn del 15,9% de les famílies i el 18,7% de la població estaven per davall del llindar de pobresa.

## Poblacions més properes
El següent diagrama mostra les poblacions més properes.